# John Howard Kyan
John Howard Kyan (* 27. November 1774 in Dublin; † 5. Januar 1850) war ein irischer Erfinder.

## Leben
Sein Vater John Howard Kyan of Mount Howard and Ballymurtagh war Eigentümer von einigen Kupferbergwerken in Wicklow. Als das Unternehmen seines Vaters insolvent wurde, ging er nach London und arbeitete dort in der Old Street Road in einer Brauerei. Kyan erfand in London ein Verfahren zur Herstellung von Papier- und Holzschutzmitteln (siehe Kyanisierung). Die so hergestellten Mittel wurden zum Schutz von Papier, Kanevas, Segeltuch und Tauwerken für Schiffe eingesetzt. Die Erfindung besteht darin, dass  Substanzen oder Fabrikate in Wasser eingeweicht werden, worin zuvor Quecksilber-Deutochlorid oder ätzendes Quecksilber-Sublimat aufgelöst wurde. Dann werden die eingeweichten Substanzen und Fabrikate getrocknet sowie mit heißem oder kaltem Wasser abgewaschen.